# Epidèmia
Una malaltia epidèmica, epidèmia o pesta - terme d'ús arcaic- és una malaltia que apareix en nous casos en una població en un període amb una incidència que sobrepassa substancialment allò que és "normal", basant-se en l'experiència recent. Per tant, és una categoria una mica subjectiva i depèn de què és "allò que s'espera". Una epidèmia pot estar restringida a un lloc o focus limitat (un brot epidèmic), més general (una epidèmia) o fins i tot global (pandèmia). Com que es basa en "allò que s'espera" o es pensa, uns quants casos d'una malaltia molt rara com la ràbia pot ser classificada com a epidèmia, mentre que un gran nombre de casos d'una malaltia comuna (com un refredat) no sol ser tipificada com a tal. Malalties comunes que ocorren a un nivell constant però relativament alt en una determinada població són anomenats "endèmics". Exemples famosos d'epidèmia inclouen la pesta bubònica de l'Europa medieval, coneguda com la "Pesta Negra", la gran epidèmia de grip de 1918 o l'epidèmia (pandèmia) actual de sida/infecció per VIH.